# Cal Boyer
Cal Boyer és un edifici del municipi d'Igualada (Anoia). És una fàbrica coneguda com el "Vapor Nou" que data de l'any 1897 i esdevé un exemple molt característic de la indústria tèxtil cotonera. Està protegit com a bé cultural d'interès local.

## Descripció
Està formada per dues grans naus longitudinals de dues plantes d'alçada, amb grans obertures exteriors sobre les que descansen uns arcs escarsers coberts d'estuc vermell a fi i efecte de donar una nota de color i aconseguir la dinamització del conjunt. Destaca la gran xemeneia construïda amb totxo cuit i que presideix majestuosament tot el conjunt.

## Història
En Joan Boyer i Ferrer era propietari d'una fàbrica tèxtil a mitjans del s. XIX. Arran de l'arribada del tren a Igualada, que permeté portar carbó i així utilitzar la màquina de vapor, traslladà la fàbrica l'any 1897 a la zona del Rec. El 1910 es fa una ampliació en el mateix carrer del Rec. El 1978-79 es tancà aquesta indústria. El 1981 aquest edifici el comprà l'ajuntament d'Igualada per instal·lar-hi el Museu Comarcal. Actualment és la seu del Museu de la Pell d'Igualada.